# Pierre Braunberger
Pierre Braunberger (Parigi, 29 luglio 1905 – Aubervilliers, 16 novembre 1990) è stato un produttore cinematografico francese.

## Biografia
Nato in una famiglia di medici, decide di intraprendere la carriera artistica in giovane età. Al termine della prima guerra mondiale dirige il suo primo cortometraggio, trasferendosi per approfondire la sua esperienza a Berlino. Nel 1923 emigra negli Stati Uniti, vivendo prima a New York e poi a Los Angeles. In questa città conosce e diviene amico di Irving Thalberg, diventando suo assistente alla Metro-Goldwyn-Mayer. 
Rientra dopo questa esperienza in Francia e lavora a stretto contatto con Jean Renoir di cui diventa produttore per La ragazza dell'acqua, Nanà e Tire-au-flanc. 
Nel 1929 fonda la sua prima casa di produzione, la Néofilms, nel 1930 acquista il Cinéma du Panthéon e svolge anche una attività di distributore, proiettando film sonori stranieri con sottotitoli e portando per primo all'attenzione del pubblico francese le opere di cineasti di altri paesi.
In difficoltà economiche dopo la seconda guerra mondiale, ricostruisce gradualmente la sua attività ed entra in contatto coi registi della Nouvelle Vague, diventandone produttore di riferimento.

## Filmografia parziale
- La ragazza dell'acqua (La fille de l'eau), regia di Jean Renoir (1925)
- Nanà, regia di Jean Renoir (1926)
- Charleston (Sur un air de Charleston), regia di Jean Renoir (1927)
- Tire-au-flanc, regia di Jean Renoir (1928)
- Yvette, regia di Alberto Cavalcanti (1928)
- L'Amour à l'américaine, regia di Claude Heymann e Pál Fejös (1931)
- L'Homme qui assassina, regia di Curtis Bernhardt (1931)
- La cagna (La Chienne), regia di Jean Renoir (1931)
- La purga al pupo (On purge bébé), regia di Jean Renoir (1931)
- Senza famiglia (Sans famille), regia di Marc Allégret (1934)
- Una gita in campagna (Partie de campagne), regia di Jean Renoir (1936)
- Van Gogh, regia di Alain Resnais (1948)
- Toulouse-Lautrec regia di Robert Hessens (1950)
- Le coup du berger, regia di Jacques Rivette (1956)
- Charlotte et son Jules, regia di Jean-Luc Godard (1958)
- Une histoire d'eau, regia di Jean-Luc Godard (1958)
- Moi, un noir, regia di Jean Rouch (1958)
- Tirate sul pianista (Tirez sur le pianiste), regia di François Truffaut (1960)
- L'amore senza ma... (L'amour avec des si...), regia di François Truffaut (1962)
- Chagall, regia di Simon Schiffrin (1964)
- Erotissimo, regia di Gérard Pirès (1968)
- Per amore ho catturato una spia russa (To catch a spy), regia di Dick Clement (1971)
- Appuntamento con l'assassino (L'agression), regia di Gérard Pirès (1975)
- Attenti agli occhi, attenti al... (Attention les yeux!), regia di Gérard Pirès (1976)

## Premi e riconoscimenti

### Premio César
- 1980 - Premio César onorario